# 紅門大樓
紅門大樓是莫斯科七姐妹之一，是史達林式建築的代表作，設計者是Alexey Dushkin。紅門大樓這個名字來自於紅門廣場。紅門大樓共有24層，高133米。

## 历史
紅門大樓於1947年開始建設，在1953年竣工，靠近莫斯科地鐵的紅門車站。紅門大樓曾經是蘇聯重工業部的大樓。